# Чемпионат Беларуси по шашечной композиции 2008
Чемпионат Белоруссии по шашечной композиции 2008, оригинальное название — Второй этап XIV чемпионата Беларуси по шашечной композиции — национальное спортивное соревнование по шашечной композиции. Организатор — комиссия по композиции Белорусской Федерации Шашек. Соревнования проходили заочно.

## О турнире
Начиная с 1991 года, белорусские чемпионаты стали проводиться раз в два года, при этом разделив соревнования по русским и международным шашкам на ежегодные этапы чемпионата. Суммирования очков этапов не производилось. Таким образом, в XIV чемпионате Беларуси по шашечной композиции на 1-м этапе в 2007-м соревновались в русские шашки, а на 2-м этапе — в международные.
Соревнования проводились в 4 дисциплинах: миниатюры, проблемы, задачи, этюды.
Леонид Витошкин (Гомель) вновь стал триумфатором чемпионата, завоевав три золотые медали. У Василия Гребенко (Минск) — две серебряные награды.

## Спортивные результаты
Миниатюры-100.
 Леонид Витошкин — 25 очков.  Василий Гребенко — 18,75.  Дмитрий Камчицкий — 16,75. 4. Пётр Кожановский — 14,5. 5. Александр Коготько — 14,5. 6. Виталий Ворушило — 9,75. 7. Николай Грушевский — 9,25. 8. Владимир Сапежинский — 5,25. 9. Николай Крышталь — 0,0.
Проблемы-100.
 Леонид Витошкин — 26,0.  Александр Коготько — 19, 25.  Пётр Шклудов — 19,0. 4. Дмитрий Камчицкий — 19,0. 5. Николай Крышталь — 17,0. 6. Григорий Кравцов — 15,5. 7. Виталий Ворушило — 12,0. 8. Николай Грушевский — 9,5. 9. Владимир Сапежинский — 6,0. 10. Пётр Кожановский — 4,0.
Этюды-100.
 Леонид Витошкин — 27,25.  Василий Гребенко — 19,5.  Пётр Кожановский — 13,0. 4. Дмитрий Камчицкий — 9,0. 5. Виктор Шульга — 7,25. 6. Григорий Кравцов — 4,5. 7. Владимир Сапежинский — 4,5. 8. Александр Коготько — 3,0. 9. Виталий Ворушило — 0,5. 10. Николай Крышталь — 0,0.
Задачи-100.
 Николай Бобровник — 21,25.  Николай Крышталь — 17,3.  Александр Шурпин — 10,5. 4. Константин Тарасевич — 8,5. 5. Виктор Шульга — 1,25.